# Starosjedilačko intelektualno vlasništvo
Starosjedilačko intelektualno vlasništvo izraz je koji se koristi u nacionalnim i međunarodnim forumima za opisivanje intelektualnog vlasništva koje je u "kolektivnom vlasništvu" raznih starosjedilačkih naroda, te uključuje i zakonsko pravo na zaštitu takvog vlasništva. Ono uključuje narodna znanja njihovih grupa, te mnoge aspekte njihove kulturne baštine, uključujući one koji se čuvaju usmenom predajom. U Australiji se često koristi izraz Indigenous cultural and intellectual property (domorodačko kulturno i intelektualno vlasništvo), skraćeno ICIP .
Od kasnog 20. stoljeća uloženi su razni napori da se osigura neka vrsta pravne zaštite starosjedilačkog intelektualnog vlasništva u koloniziranim zemljama, uključujući brojne deklaracije koje su dane od strane raznih konvencija starosjedilačkih naroda. Svjetska organizacija za intelektualno vlasništvo (WIPO od engl. World Intellectual Property Organization) osnovana je 1970. godine kako bi promicala i štitila intelektualno vlasništvo diljem svijeta u suradnji s državama i međunarodnim organizacijama. UN -ova Deklaracija o pravima domorodačkih naroda (UNDRIP), koju su 2007. godine potpisale 144 zemlje, uključuje nekoliko klauzula koje se specifično odnose na zaštitu intelektualnog vlasništva domorodačkih naroda.
Sporovi oko autohtone imovine uključuju nekoliko slučajeva koji se tiču naroda Māori s Novog Zelanda.

## Pozadina
Starosjedilačko intelektualno vlasništvo se kao koncept razvilo kao paralela pretežito zapadnim konceptima prava intelektualnog vlasništva, a promicala ga je Svjetska organizacija za intelektualno vlasništvo (WIPO), kao dio širih napora Ujedinjenih naroda(UN) da učine svjetsku domorodačku nematerijalnu kulturnu baštinu cjenjenijom i bolje zaštićenom od primijećenog kontinuiranog zlostavljanja, pošto nije primjereno pokrivena pod zapadnim zakonom.
Znanje autohtonih naroda sastavni je dio domorodačke kulturne baštine. Znanja o zemlji, morima, mjestima i povezanim pjesmama, pričama, društvenim praksama i usmenim tradicijama važna su sredstva domorodačkih zajednica. Prenose se s koljena na koljeno i neprestano iznova tumače. Postojanje i prijenos ove nematerijalne kulturne baštine gradi zajednički identitet.
Prava starosjedilačkog intelektualnog vlasništva odnose se na zakonska prava na zaštitu takvog vlasništva, koje uključuje narodno znanje njihovih skupina, aspekte njihove kulturne baštine u vizualnim umjetnostima, književnost i izvedbenim umjetnostima, kao i znanost i tradicionalnu medicinu. Može uključivati znanje iz usmene predaje.
Međunarodna tijela poput UN-a uključila su se u ovaj problem, izdajući preciznije deklaracije koje u intelektualno vlasništvo također uključuju kulturna dobra kao što su povijesna mjesta, artefakti, dizajn, jezik, ceremonije i izvedbene umjetnosti uz umjetnička djela i književnost.
Nacionalne države (države u kojima prevladava jedna nacija) su diljem svijeta iskusile poteškoće u usklađivanju lokalnih domorodačkih zakona i kulturnih normi s pretežno zapadnjačkim pravnim sustavom, te su u mnogim slučajevima pojedinačna i zajednička prava intelektualnog vlasništva domorodačkih naroda ostala većinski nezaštićena.

Fond za prava američkih domorodaca (Native American Rights Fund ili NARF) postavio je nekoliko ciljeva vezanih uz međunarodno pravo i intelektualno vlasništvo, uz koje članica odbora profesorica Rebecca Tsosie naglašava važnost kolektivnog držanja ovih vlasničkih prava, a ne pojedinačnog.
Dugoročni cilj je zapravo imati pravni sustav (što bi sigurno mogao učiniti međunroni sporazum) koji priznaje dvije stvari. Prvo, priznanje da su domorodački narodi narodi s pravom na samoodređenje, koje uključuje prava upravljanja svom imovinom koja pripada domorodačkom narodu. I drugo, priznaje da su domorodački kulturni izričaji oblik intelektualnog vlasništva i da je tradicionalno znanje oblik intelektualnog vlasništva, ali da su to zajednički resursi – niti jedan pojedinac ne može prepustiti prava na te resurse. Plemenske nacije ih zapravo kolektivno posjeduju.

### Tradicionalni kulturni izričaji
" Tradicionalni kulturni izričaji " je fraza kojom WIPO označava "bilo koji oblik umjetničkog i književnog izričaja u kojem su utjelovljena tradicionalna kultura i znanja. Prenosi se s jedne generacije na drugu, a uključuju ručno izrađene tekstile, slike, priče, legende, ceremonije, glazbu, pjesme, ritmove i ples".
"Tradicionalni kulturni izričaji" mogu uključivati i dizajne i stilove, što znači da primjena tradicionalnih zapadnih međunarodnih zakona o autorskim pravima – koji se odnose samo na određeno djelo, a ne na stil – može biti problematična. Starosjedilačko običajno pravo često na takve koncepte gleda drukčije, te može primijeniti ograničenja za korištenje osnovnih stilova i koncepata.

## Deklaracije
Brojne zajednice američkih i kanadskih domorodaca izdale su plemenske deklaracije u proteklih 35 godina. 
Uoči i tijekom UN-ove Međunarodne godine domorodačkih naroda svijeta (1993.), te tijekom sljedećeg UN-ovog Desetljeća domorodačkih naroda svijeta (1995. – 2004.), niz konferencija stručnjaka domorodačkog i ne-domorodačkog podrijetla održan je u različitim dijelovima svijeta, iz kojih je proizašao niz jedinstvenih deklaracija i izjava koje identificiraju, objašnjavaju, definiraju i dorađuju pojam "starosjedilačkog intelektualnog vlasništva", iako pravna težina većine tek treba biti ispitana.
Od 1970-ih, međuplemenske skupine u Sjevernoj Americi organiziraju demonstracije protiv ne-domorodačke upotrebe indijanskih kulturnih elemenata, kao što je prodaja proizvoda i usluga koje su navodno proizašle iz domorodačkog znanja.
Tradicionalni krug starješina, listopad 1980

Prije nego što su ceremonije i ceremonijalno znanje potvrđeni kao zaštićeno intelektualno vlasništvo od strane Opće skupštine UN-a, manje koalicije domorodačkih kulturnih vođa sastale su se kako bi izdale deklaracije o zaštiti ceremonijalnog znanja. Godine 1980. duhovni vođe Sjevernih Šajena, Navaho naroda, Hopi plemena, Muskogee naroda, Chippewa - Cree grupe, Haudenosaunee (Iroquois plemenski savez) i Lakota (Teton) plemena sastali su se u rezervatu Sjeverni Cheyenne u Montani, i izdali Rezoluciju 5. godišnjeg sastanka kruga tradicionalnih starješina, rješavajući sljedeće:
[Ne-domorodački] pojedinci okupljaju neindijance kao sljedbenike koji vjeruju da primaju upute od autohtonih ljudi. Mi, starješine i naši predstavnici koji sjedimo u Vijeću, upozoravamo ove neindijanske sljedbenike da, prema našem razumijevanju, ovo nije ispravan proces, da ovlasti za nošenje tih svetih predmeta daje narod...
Belém, srpanj 1988

Prvi kongres Međunarodnog društva za etnobiologiju koji uključuje znanstvenike, ekologe i domorodačke narode sastao se u Belému u Brazilu. Kolektivno su se identificirali kao etnobiolozi i objavili (među ostalim) deklaraciju pošto se "autohtone kulture diljem svijeta ometaju i uništavaju". Deklaracija iz Beléma je proglasila:
[Trebalo bi] uspostaviti mehanizme po kojima se domorodački stručnjaci priznaju kao mjerodavna tijela i konzultiraju u svim programima koji utječu na njih, njihove resurse ili njihov okoliš....Moraju se razviti postupci kompenzacije domorodačkih naroda za korištenje njihovog znanja i bioloških resursa.
Kari-Oca deklaracija, svibanj 1992
Deklaracija Kari-Oca i Povelja o zemlji domorodačkih naroda prvo su potvrđene u Brazilu u svibnju 1992., a zatim ponovno u Indoneziji u lipnju 2002. godine. Dokument su ratificirali domorodački narodi Amerike, Azije, Afrike, Australije, Europe i Pacifika koji su se u Kari-Oca selima ujedinili u jedan glas da zajednički izraze ozbiljnu zabrinutost oko načina na koji svijet iskorištava prirodne resurse o kojima ovise domorodački narodi.

U Povelji o zemlji domorodačkih naroda posebno se spominje uočena zlouporaba intelektualnog i kulturnog vlasništva domorodačkih naroda. Pod naslovom „Kultura, znanost i intelektualno vlasništvo“, među ostalim se navodi:
99: Prisvajanje tradicionalnih lijekova i znanja domorodačkih naroda treba se smatrati zločinom protiv naroda...

 102: Kao kreatori i nositelji civilizacija koje su dale i nastavljaju dijeliti znanje, iskustvo i vrijednosti s čovječanstvom, zahtijevamo da naše pravo na intelektualna i kulturna dobra bude zajamčeno i da mehanizmi za svako budu u korist naših naroda...
104: Mora biti uspostavljena i provođena zaštita, norme i mehanizam umjetničkog i obrtničkog stvaralaštva naših naroda kako bi se izbjegla pljačka, plagijat, neopravdano izlaganje i korištenje... 
Lakota deklaracija, lipanj 1993

Na 5. Lakota okupljanju, međunarodnom skupu američkih i kanadskih naroda Lakote, Dakote i Nakote, oko 500 predstavnika iz 40 različitih plemena i skupina Lakota jednoglasno je proglasilo "Deklaraciju rata protiv onih koji iskorištavaju Lakota duhovnost". Predstavnici su potvrdili politiku nulte tolerancije na iskorištavanje ceremonijalnog znanja Lakote, Dakote i Nakote:
Budući da smo sazvali niz sveobuhvatnih foruma o zloporabi i iskorištavanju Lakota duhovnosti koji su u tijeku:...6. Pozivamo tradicionalne ljude, plemenske vođe i upravna vijeća svih indijanskih nacija, kao i sve nacionalne indijanske organizacije, da nam se pridruže u pozivu na instantan prekid ovog neobuzdanog iskorištavanja naših respektivnih svetih tradicija izdavanjem izjava u kojima se takva zlostavljanja osuđuju, jer nisu samo Lakota, Dakota i Nakota ljudi čije duhovne prakse sustavno krše ne-Indijanci.
Mātaatua deklaracija, lipanj 1993
18. lipnja 1993., 150 delegata iz četrnaest zemalja, uključujući predstavnike autohtonog stanovništva iz Japana (Ainu), Australije, Cookovih otoka, Fidžija, Indije, Paname, Perua, Filipina, Surinama, Sjedinjenih Država i Aotearoa (Novi Zeland), sastalo se u Whakataneu (zaljevu regije Plenty na Novom Zelandu). Skup je potvrdilo da je znanje domorodačkih naroda od koristi cijelom čovječanstvu; priznati domorodački narodi voljni su ponuditi svoje znanje cijelom čovječanstvu pod uvjetom da međunarodna zajednica štiti njihova temeljna prava na definiciju i kontrolu tog znanja; inzistirali su da primarni uživatelji domorodačkog znanja moraju biti izravni domorodački potomci takvog znanja; i proglasili da svi oblici iskorištavanja domorodačkog znanja moraju prestati.

U odjeljku 2 svoje deklaracije, Mātaatua deklaracije o pravima kulturnog i intelektualnog vlasništva domorodačkih naroda, izričito traže državne, nacionalne i međunarodne agencije da:
2.1: Prepoznaju autohtone narode kao čuvare svog tradicionalnog znanja koji imaju pravo štititi i kontrolirati širenje tog znanja. 

2.2: Prepoznaju da autohtoni narodi također imaju pravo stvarati novo znanje temeljeno na kulturnoj tradiciji.
2.3: Prihvate da prava kulturnog i intelektualnog vlasništva domorodačkih naroda pripadaju onima koji su ih stvorili.
Julayinbulova izjava, studeni 1993

Iz sastanka domorodačkih i ne-domorodačkih stručnjaka u Jingarrbi (sjeveroistočna Australija) proizašla je Julayinbulova izjava o pravima intelektualnog vlasništva domorodačkog stanovništva u kojoj su se složili da se prava intelektualnog vlasništva domorodačkog stanovništva najbolje utvrđuju unutar običajnih zakona samih domorodačkih skupina. U deklaraciji, domorodački običajni zakoni su (pre)imenovani u 'aboridžinske zajedničke zakone', i inzistira se na tome da se ti zakoni moraju priznati i tretirati kao jednaki svim drugim pravnim sustavima:
Intelektualno vlasništvo aboridžina unutar aboridžinskog običajnog prava je inherentno, neotuđivo pravo koje se ne može prekinuti, ugasiti ili oduzeti... Svako korištenje intelektualnog vlasništva aboridžinskih nacija i naroda smije se vršiti samo u skladu s aboridžinskim običajnim pravom, a svako neovlašteno korištenje strogo je zabranjeno.
Hopi i Apache opt-out, 1994
1994. godine brojne su plemenske organizacije Indijanaca zahtijevale od muzeja da uklone određene materijale s izložbi i iz pristupa javnosti. Kao pravnu osnovu za te pritužbe naveden je Zakon o zaštiti i repatrijaciji grobova američkih domorodaca (NAGPRA, Native American Graves Protection and Repatriation Act). Njihovo je stajalište bilo da će takvu upotrebu dopustiti selektivno i samo uz izričito dopuštenje živućih srodnika ljudskih ostataka i grobnih dobara koje muzeji žele izložiti. Vernon Masayesva (izvršni direktor plemena Hopi) i konzorcij plemena Apača zahtijevali su od mnogobrojnih američkih muzeja da ukinu sve javne izložbe i pristup materijalima iz njihovih plemenskih kultura, uključujući "slike, tekst, ceremonije, glazbu, pjesme, priče, simbole, vjerovanja, običaje, ideje, koncepte i etnografske terenske bilješke, igrane filmove, povijesna djela i bilo koji drugi medij u kojem se njihova kultura može pojaviti bilo doslovno, zamišljeno, izraženo, parodirano ili uljepšano." Mnoga Apača plemena, poput plemena Apača Bijele planine, također su zatražila povrat Puebloanskih artefakata i tijela koje su tijekom godina razni kolektori odnijeli s njihove zemlje.
Izjava Santa Cruz de la Sierra, rujan 1994

Domorodački narodi iz Južne Amerike, zabrinuti zbog načina na koji međunarodno prevladavajući sustavi intelektualnog vlasništva i režimi favoriziraju prisvajanje znanja i resursa domorodačkih naroda u komercijalne svrhe, održali su regionalni sastanak u Santa Cruz de la Sierri u Boliviji, na kojem su se u svojoj izjavi Santa Cruz de la Sierra o intelektualnom vlasništvu složili:
Za pripadnike domorodačkih naroda znanje i odlučnost korištenja resursa su kolektivni i međugeneracijski... Ni pojedinci, ni zajednice, ni vlada, ne mogu prodati ili prenijeti vlasništvo nad [kulturnim] resursima koji su vlasništvo naroda i koje svaka generacija ima obvezu čuvati za sljedeću...Moraju postojati odgovarajući mehanizmi za osiguravanje i održavanje prava domorodačkih naroda na uskraćivanje nekontroliranog pristupa [kulturnim] resursima naših zajednica ili naroda i omogućavanje osporavanja patenata ili drugih isključivih prava na ono što je u srži domorodačko.
Tambunanova izjava, veljača 1995

Starosjedilački narodi Azije sastali su se u Tambunanu (Sabah, Istočna Malezija), kako bi potvrdili pravo na samoodređenje i izrazili zabrinutost i strah od prijetnje koju im mogu predstavljati nepoznati 'zapadni' sustavi prava intelektualnog vlasništva. Dogovoreno je, u Tambunanskoj izjavi o zaštiti i očuvanju domorodačkog znanja da:
Za autohtone narode Azije, sustav prava intelektualnog vlasništva nije samo vrlo nov koncept, već je i vrlo zapadnjački... S [zapadnjačkim] pravima intelektualnog vlasništva, po uzoru na strane zakone bit će osmišljeni zakoni namijenjeni iskorištavanju domorodačkog znanja i [kulturnih] resursa domorodačkih naroda.
Suvina izjava, travanj 1995

Učesnici iz neovisnih zemalja i "neautonomnih koloniziranih teritorija" regije pacifika sastali su se u Suvi, Fidži, kako bi razgovarali o međunarodno dominantnim režimima prava intelektualnog vlasništva. Na tom sastanku odlučili su podržati Kari Oca, Mataatua, Julayinbul, Santa Cruz de la Sierra, i Tambunan inicijative (gore). U svojoj su izjavi, Suvskoj izjavi o znanju i pravima intelektualnog vlasništva domorodačkih naroda, učesnici objavili da:
[Su domorodački narodi] voljni podijeliti svoje znanje s čovječanstvom pod uvjetom da sami odredimo kada, gdje i kako će se koristiti: trenutno međunarodni sustav ne priznaje niti poštuje našu prošlost, sadašnjost i potencijalni doprinos...

 Traže povratak [kulturnih] resursa domorodačkih naroda koji se već nalaze u vanjskim zbirkama i traže naknadu i honorar od komercijalnog razvoja koji proizlazi iz tih resursa. 

 [Nastoje] Ojačati kapacitete domorodačkih naroda da održe svoje usmene tradicije i potaknuti inicijative domorodačkih naroda da zabilježe svoje znanje... prema njihovim običajnim postupcima pristupa.
Kimberleyska deklaracija, kolovoz 2002

Domorodački narodi iz cijeloga svijeta sudjelovali su na međunarodnom skupu domorodačkih naroda o održivom razvoju u Khoi-San Teritoriju (Kimberley, Južna Afrika), u kolovozu 2002. godine, gdje su ponovno potvrdili prethodne deklaracije i izjave (gore), i, između ostalog, izjavili:
Naši se tradicionalni sustavi znanja moraju poštovati, promicati i štititi, a naša kolektivna prava intelektualnog vlasništva moraju biti zajamčena i osigurana. Naše tradicionalno znanje nije u javnoj domeni, ono je kolektivno kulturno i intelektualno vlasništvo koje je zaštićeno našim običajnim pravom. Neovlaštena uporaba i prisvajanje tradicionalnog znanja je krađa.

### UNDRIP, rujan 2007
Na 61. zasjedanju Opće skupštine Ujedinjenih naroda, 13. rujna 2007., velika većina članica glasala je za usvajanje Deklaracije UN-a o pravima domorodačkih naroda (UNDRIP, UN Declaration on the Rights of Indigenous Peoples), pravno neobavezujuće rješenje koja ocrtava i definira individualna i kolektivna prava domorodačkih naroda. 144 države glasale su za, 4 protiv (Australija, Kanada, Novi Zeland i Sjedinjene Države), a 11 zemalja bilo je suzdržano. Četiri zemlje koje se nisu slagale promijenile su svoje stavove nekoliko godina kasnije.
Neke od klauzula UNDRIP-a odnose se na intelektualno vlasništvo domorodačkih naroda. Deklaracija prepoznaje "da postoji hitna potreba za poštivanje i promicanje inherentnih prava domorodačkih naroda koja proizlaze iz njihovih političkih, ekonomskih i društvenih struktura te iz njihovih kultura, duhovnih tradicija, povijesti i filozofija...;" te ponovno potvrđuje "...da starosjedilački narodi posjeduju zajednička prava neophodna za njihovo postojanje, dobrobit i cjeloviti razvoj kao naroda..." i proglašava ga dogovorenim standardom za nacije članice diljem svijeta:
- Članak 11: Autohtoni narodi imaju pravo prakticiranja i revitalizacije svojih kulturnih tradicija i običaja. To uključuje pravo na održavanje, zaštitu i razvoj prošlih, sadašnjih i budućih manifestacija njihovih kultura, kao što su arheološka i povijesna nalazišta, artefakti, dizajni, ceremonije, tehnologije, književnost, te vizualne i izvedbene umjetnosti... Države će osigurati obeštećenje kroz učinkovite mehanizme, koji mogu uključivati povrat dobara, razvijene u suradnji s domorodačkim narodima, u odnosu na njihovu kulturnu, intelektualnu, vjersku i duhovnu imovinu oduzetu bez njihovog slobodnog, prethodnog i informiranog pristanka ili kršenjem njihovih zakona, tradicije i običaja.
- Članak 24: Autohtoni narodi imaju pravo na svoju tradicionalnu medicinu i na nastavak korištenja svoje zdravstvene prakse, uključujući pravo na očuvanje svojih vitalnih ljekovitih biljaka, životinja i minerala...
- Članak 31: Autohtoni narodi imaju pravo održavati, kontrolirati, štititi i razvijati svoju kulturnu baštinu, tradicionalno znanje i tradicionalne kulturne izričaje, kao i manifestacije svojih znanosti, tehnologije i kulture, uključujući ljudske i genetske resurse, sjemenje, lijekove, poznavanje svojstava faune i flore, usmene predaje, književnost, dizajne, sportske i tradicionalne igre, te vizualnih i izvedbenih umjetnosti. Također imaju pravo održavati, kontrolirati, štititi i razvijati svoje intelektualno vlasništvo nad takvom kulturnom baštinom, tradicionalnim znanjem i tradicionalnim kulturnim izričajima... U suradnji s domorodačkim narodima, države će poduzeti učinkovite mjere za priznavanje i zaštitu ostvarivanja ovih prava.

## Protokoli, zakoni i pravni izazovi po zemljama

### Australija
Australski zakon štiti samo neke oblike domorodačkog kulturnog i intelektualnog vlasništva (ICIP). Zakon o autorskim pravima u Australiji pokriva glazbu, književnost i umjetnost živućih ljudi ili ljudi umrlih u zadnjih 70 godina. Rad pojedinačnih stvaraoca također je zaštićen i moralnim pravima. Rad izvođača i dizajnera pokriven je odvojenim zakonima. U nekim slučajevima, neprimjereno kulturno prisvajanje može biti obuhvaćeno Zakonom o tržišnom natjecanju i potrošačima iz 2010., što je uspješno ispitano u sudskoj tužbi protiv Birubi Arta 2019. kod prikrivanja činjenice da su njihovi "aboridžinski" artefakti za prodaju izrađeni u Indoneziji, a ne od strane umjetnika koji su Aboridžini. Savezni sud Australije presudio je protiv tvrtke na temelju toga što je iznijela obmanjujuće tvrdnje o starosjedilačkoj umjetnosti.
Međutim, postoje značajni propusti u pravnom okviru, uključujući:
- tradicionalna aboridžinska medicina, tkz. bush medicina
- temeljne ideje ili priče iza umjetničkih djela;
- specifične tehnike u vizualnoj umjetnosti, kao što je šrafura (rarrk) ili slikanje točkama ;
- Australski aboridžinski jezici i jezici otoka Torres Strait ;
- nepisani ples ili glazba;
- proizvodi ili procesi temeljeni na tradicionalnim metodama stvaranja, poput pletenja košara ili medicine .

Također ne postoji zakon koji sprječava zlouporabu, iskrivljavanje ili mijenjanje ICIP-a (domorodačkog kulturnog i intelektualnog vlasništva) koji je u vlasništvu zajednice (moralna prava autohtonih zajednica ili ICMR (Indigenous communal moral rights)). Zbog nedostatka potpune zaštite koju pruža zakonodavni okvir, neki sektori i organizacije postavili su vlastite protokole.
Prvo izdanje Protokola za korištenje kulturnog i intelektualnog vlasništva prvih naroda u umjetnosti objavilo je Australsko vijeće za umjetnost 2002., a drugo izdanje objavljeno je 2007. Novo izdanje napisala je Terri Janke 2019. Cilj dokumenta je pomoći u pružanju zaštite tradicionalnog znanja priznavanjem i stvaranjem poštovanja prema običajnim praksama. To postiže pružajući studije koje obuhvaćaju široki spektar umjetničkih kreacija. Dokument također citira deset načela sadržanih u Deklaraciji UN-a o pravima autohtonih naroda (UNDRIP, vidi gore). Iako nema pravnu snagu, objašnjava praznine u zakonodavstvu i "potiče kulturološki primjerene radne prakse i komunikaciju između svih Australaca zainteresiranih za domorodačku kreativnu umjetnost".
Neke od mnogih organizacija koje su objavile vlastite setove protokola su Vlada Novog Južnog Walesa,  Nacionalne i državne knjižnice Australazije, Screen Australia i Sveučilište Tasmanije .

### Filipini
Zakon o pravima autohtonih naroda iz 1997. (IPRA; zakon republike br. 8371) ima mjere za "Intelektualna prava zajednice" koje starosjedilačkim kulturnim zajednicama/domorodačkim narodima daju pravo na "priznanje potpunog vlasništva, kontrole i zaštite svojih kulturnih i intelektualna prava, te pravo na posebne mjere za kontrolu, razvoj i zaštitu svojih znanosti, tehnologija i kulturnih manifestacija, uključujući ali ne ograničavajući se na autohtona znanja, sustave i prakse, dizajne te vizualne i izvedbene umjetnosti". Korištenje takvih manifestacija u komercijalne, turističke i reklamne svrhe od treće strane zahtijeva prethodno informiran i slobodan pristanak od domorodačkog naroda o kojem je pitanje. Za provjeru navodnih pristanaka zadužena je vladina agencija, Nacionalno povjerenstvo za domorodačke narode (NCIP).

### Novi Zeland
Na Novom Zelandu je za određivanje nekih vrsta intelektualnog vlasništva kao što su prava na patente, trgovačke znakove, dizajn i biljnu sortu odgovoran Ured za intelektualno vlasništvo Novog Zelanda. Zakon o autorskim pravima Novog Zelanda provodi odvojena jedinica Ministarstva gospodarstva, inovacije i zapošljavanja.

#### MaorskiKa Matehaka
Od 19. stoljeća Novozelanđani su popularno koristili maorske hake za navijanje tijekom sportskih događaja; posebno za nacionalne reprezentacije Novog Zelanda. Između 1998. i 2006. Ngāti Toa iwi pokušao je zaštititi Ka Mate haku i zabraniti njeno korištenje za komercijalne organizacije bez njihova dopuštenja. Ured za intelektualno vlasništvo Novog Zelanda njihov je zahtjev 2006. odbio, jer je Ka Mate već postao široko prepoznatljiv u Novom Zelandu i inozemstvu kao predstavnik Novog Zelanda kao cjeline, a ne pojedinog trgovca. Godine 2009., kao dio šireg rješavanja pritužbi, novozelandska vlada pristala je:
... zabilježiti autorstvo i značaj haka Ka Mate za Ngāti Toa i ... raditi s Ngāti Toom na rješavanju njihovih problema s hakom... [ali] da ne očekuju da će rješenje rezultirati honorarom za korištenje Ka Matea ili dati Ngāti Toi pravo veta na izvedbu Ka Matea...
Međutim, istraživanjem novozelandskih novina iz devetnaestog stoljeća pokazalo se da su Ka Mate koristila i plemena iz drugih dijelova Novog Zelanda, te je općenito opisivana kao drevna pjesma za očuvanje mira, iz razdoblja davno prije nego što ju je prisvojio Te Rauparaha, poglavica Ngāti Toa. Kada su od vlasti Ngāti Toa traženi dokazi da je pleme Ngāti Toa autor Ka Mate, nisu ih mogli pružiti.
2001. godine došlo je do spora oko popularne serije LEGO igračaka "Bionicle" između danskog proizvođača igračaka Lego Grupe, nekoliko Māorskih plemenskih skupina (koje je zastupao odvjetnik Maui Solomon) i članova internetskog foruma za rasprave (Aotearoa Cafe). Linija proizvoda Bionicle je navodno koristila mnoge riječi koje su preuzeli iz maorskog jezika, slika i folklora. Spor je okončan sporazumnom nagodbom. Lego se na kraju složio da je preuzeo imena od Maora i pristao promijeniti određena imena ili način pisanja kako bi se linija igračaka odvojila od Maorskih legendi. 

#### "Māori" cigarete
2005. godine Novozelanđanin je u Jeruzalemu otkrio da tvrtka za proizvodnju cigareta Phillip Morris u Izraelu proizvodi marku cigareta "L & M Maori mix".Louis Camilleri, direktor Phillip Morrisa, uputio je 2006. godine ispriku Māorima: "Iskreno žalimo zbog bilo kakve neugodnosti koju smo svojom greškom prouzročili Māorima i nećemo je ponoviti."

## Kritika
Kritičari pokreta za dodjelu starosjedilačkih prava intelektualnog vlasništva daju primjedbu da je neograničeno trajanje takvog konteksta "neortodoksno i neizvedivo" unutar trenutne pravne strukture intelektualnog vlasništva.